# Sam Wooding
Sam Wooding né le 17 juin 1895 à Philadelphie, mort le 1er août 1985 à New York est un pianiste, arrangeur, chef d'orchestre de jazz américain.

## Carrière
Après avoir été clairon pendant la Première Guerre mondiale, il fonde les Society syncopators. En 1923, il se produit au Club Alabam (New York) puis deux ans plus tard accompagne la revue à succès Chocolate kiddies pour une tournée en Europe. Il enregistre quelques faces en 1926 pour Polydor. En 1927, il part en tournée en Amérique du Sud, puis en 1928, il fait des tournées en Europe. Après quelques enregistrements en 1929-1931, il dissout l'orchestre puis reforme un orchestre en 1932. En août 1932, l'orchestre de Sam Wooding  joue la revue La Jungle Enchantée avec la danseurse Ruth Virginia Bayton à l'Olympia.
En 1935, une fois le groupe dissous, Sam Wooding dirige une chorale religieuse de 1937 à 1941 avant de devenir enseignant jusqu'en 1946. Il forme un duo avec sa femme Rae Harrison au début des années 1950 et fait des tournées en Europe et au Japon. En 1969, après une année passée en Allemagne il retourne aux États-Unis.

## Source
André Clergeat, Philippe Carles Dictionnaire du jazz Bouquins/Laffont 1990 p.1105